# حسن فتحی (روزنامه‌نگار)
حسن فتحی روزنامه‌نگار ایرانی است. وی دبیر سرویس بین‌المللی روزنامه اطلاعات بوده است.

## بازداشت
وی در ۲۲ آبان ۱۳۸۹ توسط نیروهای امنیتی به اتهام نشر اکاذیب و تشویش اذهان عمومی بازداشت شده است. به گزارش خبرگزاری فارس، وی به خاطر همکاری با بخش فارسی بی‌بی‌سی مورد اتهام قرار گرفته است.
حسن فتحی در اردیبهشت ماه ۱۳۹۹ برای گذراندن دوره محکومیت خود به زندان اوین رفت.